# Энсли, Фрэнсис, 1-й виконт Валентия
Фрэнсис Энсли, 1-й виконт Валентия (англ. Francis Annesley, 1st Viscount Valentia; ок. 1585 — 22 ноября 1660) — английский государственный деятель во время колонизации Ирландии в XVII веке.

## Происхождение
Происходил из старинного рода Энсли из графства Ноттингемшир. Сын Роберта Энсли, главного констебля Ньюпорта, Бакингемшир, и его жены Беатрисы Корнуолл, дочери Джона Корнуолла из Мур-Парка, Хартфордшир. Он был крещен 2 января 1585/1586 года.

## Карьера в Ирландии и Англии
Еще в 1606 году он покинул Англию, чтобы поселиться в Дублине, и воспользовался частыми раздачами ирландских земель английским колонистам в начале семнадцатого века, чтобы приобрести поместья в различных частях Ирландии. В Ирландии он служил под командованием сэра Артура Чичестера, 1-го барона Чичестера, лорда-депутата Ирландии в 1605-1616 годах, возможно, сначала в относительно низкой должности, например, дворецкого, но позднее на условиях близкой дружбы, так что он оказался на пути приобретения больших участков ирландской земли во время плантации Ольстера и предоставления короной поместий южнее, конфискованных у коренных ирландских семей.
В колонизации Ольстера, которая началась в 1608 году, Энсли играл ведущую роль и обеспечил себе часть добычи. В октябре 1609 года ему было поручено доставить сэра Ниалла Гарве О’Доннела и других мятежников Ольстера в Англию для суда. 13 марта 1611/1612 года английский король Яков I Стюарт написал лорду-депутату, подтверждая свое дарение форта и земли Маунтноррис Фрэнсису Энсли «в знак уважения к хорошему мнению, которое он составил о вышеупомянутом Фрэнсисе из отчета сэра Артура о нём».
В 1614 году он был избран в Палату общин Ирландии от графства Арма, и он поддержал протестантов в их ссорах с католиками. Тем временем его сестра Бриджит Энсли, камеристка в доме королевы Анны Датской, возможно, смогла продвинуть его по службе.
В 1616 году Фрэнсис Энсли был назначен членом Тайного совета Ирландии. 16 июля король посвятил его в рыцари в Теобальдсе. В 1618 году он исполнял обязанности главного государственного секретаря Ирландии, хотя, возможно, и не был официально назначен. 5 августа 1620 года получил от короля титул ирландского баронета; а 11 марта 1620/1621 годов получил грант на виконтство Валентия, который недавно был предоставлен сэру Генри Пауэру, родственнику Энсли, у которого не было прямого наследника.
В 1625 году он был избран в Палату общин Англии от Кармартена. Тем временем, в 1622 году Генри Кэри, 1-й виконт Фолкленд стал лордом-депутатом Ирландии. Разногласия между Энсли и новым губернатором в зале заседаний совета были постоянными, и в марте 1625 года лорд-депутат написал Конвею, английскому государственному секретарю, что меньшинство советников, «среди которых сэр Фрэнсис Эннесли не менее жесток и не менее дерзок», мешает ему во всех направлениях. Но друзья Энсли при английском дворе устроили его повышение два месяца спустя на важный пост вице-казначея и генерального получателя Ирландии, что дало ему полный контроль над ирландскими финансами, а 8 февраля 1628 года король Англии Карл I Стюарт возвел его в ирландское пэрство как барона Маунтнорриса из Маунтнорриса в графстве Арма.
В октябре того же года Фрэнсис Энсли получил возможность, которой он с готовностью воспользовался, сделать невозможным продолжение пребывания виконта Фолкленда на посту. Он был назначен в комитет Ирландского тайного совета, назначенный для расследования обвинений в несправедливости, выдвинутых против Фолкленда кланом Бирн, который владел землей в графстве Уиклоу на протяжении столетий. Комитет, опираясь на показания продажных свидетелей, осудил обращение Фолкленда с Бирнами, и лорд Фолкленд был отозван с должности 10 августа 1629 года. 13 июня 1632 года дополнительная должность военного казначея была предоставлена барону Маунтноррису.

## Вражда с Томасом Уэнтуортом
В 1633 году сэр Томас Уэнтворт, впоследствии граф Страффорд, стал лордом-депутатом Ирландии. Новый английский наместник Томас Уэнтворт невзлюбил лорда Маунтнорриса с самого начала как веселого гуляку и как давно виновного, согласно популярному сообщению, в коррупции при исполнении служебных обязанностей.
В мае 1634 года Томас Уэнтуорт получил приказ от английского Тайного совета, запрещающий ему брать проценты с доходов, на которые он не имел законного права; этому приказу лорд Маунтноррис отказался подчиниться. В 1635 году против него были выдвинуты новые обвинения в злоупотреблении служебным положением, и, пригрозив уйти в отставку, он объявил, что все отношения между ним и лордом-депутатом прекращены, и что он лично представит свое дело королю.
Родственники Маунтнорриса подхватили ссору. Его младший брат на военном смотру сделал оскорбительный жест Томасу Уэнтуорту, который ударил его тростью в ответ, а другой родственник намеренно уронил табурет в Дублинском замке на подагрическую ногу Уэнтуорта. На обеде (8 апреля 1635 г.) в доме лорда Лофтуса, лорда-канцлера Ирландии, одного из его сторонников, лорд Маунтноррис хвастался этим последним поступком, как совершенным в отместку за поведение лорда-канцлера по отношению к нему; он упомянул своего брата, как не желающего «так мстить», и, как было понято, подразумевал, что замышлялось какое-то дальнейшее оскорбление Уэнтуорта.
Теперь Томас Уэнтуорт был полон решимости сокрушить лорда Маунтнорриса, и 31 июля получил согласие короля Карла I на официальное расследование предполагаемого злоупотребления вице-казначея и на привлечение его к военному суду за слова, сказанные на обеде в апреле. В конце ноября комитет Ирландского тайного совета приступил к выполнению первой обязанности, и 12 декабря лорд Маунтноррис предстал перед военным советом в Дублинском замке и был обвинен, как офицер, в том, что он произнес слова, неуважительные к своему командиру, и, вероятно, мог спровоцировать мятеж, преступление, по закону караемое смертью. Барон Маунтноррис потребовал в качестве привилегии пэра судебного разбирательства в Ирландской палате лордов: ему резко ответили, что военный суд ничего не знает о его привилегии. Уэнтуорт выступил в качестве истца за правосудие; после того, как он изложил свое дело, и Маунтноррису было отказано в адвокате, суд кратко посовещался в присутствии Уэнтуорта и вынес смертный приговор.
Лорд-депутат сообщил барону Маунтноррису, что он подаст апелляцию королю против приговора, и добавил довольно бестактно: «Я бы предпочел потерять свою руку, чем вы потеряете свою голову». В Англии приговор был осужден всеми; в письмах к друзьям Томас Уэнтуорт пытался оправдать его в целях дисциплины, и даже на суде он говорил о нем, как о никоим образом не бросающем тень на него самого. Единственное реальное оправдание поведения Уэнтуорта, однако, заключается в том, что он явно не желал видеть приговор приведенным в исполнение; он счел необходимым, как он признался два года спустя, отстранить барона Маунтнорриса от должности, и это было самым эффективным средством, которое он мог использовать.
В результате лорду Маунтноррису после трехдневного заключения была обещана свобода, если он признает справедливость приговора, но он отказался это сделать. По отчету следственной комиссии тайного совета он был лишен всех своих должностей, но 13 февраля 1635/1636 года леди Маунтноррис подала графу Страффорду прошение, на которое так и не ответили, что доказывает, что он все еще находился в тюрьме. В прошении она красноречиво умоляла Страффорда убрать свою «тяжелую руку» с ее дорогого мужа и взывала к памяти его любимой второй жены Арабеллы Холлес, которая была ее кузиной. Позже ей удалось проникнуть в его дом и встать перед ним на колени: Уонтуорт обращался с ней вежливо, но оставался непреклонным. Позже в том же году леди Маунтноррис обратилась к королю с просьбой разрешить её мужу вернуться в Англию, и просьба была удовлетворена.

## Последние годы
Последние годы жизни барон Маунтноррис прошел в попытках вернуть себе утраченные должности. 11 мая 1641 года он написал графу Страффорду, перечислив все обиды, которые он ему причинил, и желая от имени своей жены и детей примирения с собой и его помощи в восстановлении благосклонности короля. Комитет Долгого парламента начал в конце 1640 года изучать его отношения с графом Страффордом, и 9 сентября 1641 года голосование общин объявило его приговор, тюремное заключение и лишения несправедливыми и незаконными. Декларация была отправлена в Палату лордов, которая в период с октября по декабрь 1641 года отдала несколько распоряжений о явке свидетелей, чтобы дать им возможность судить по спорным вопросам; но их окончательное решение не зафиксировано в их журналах.
В 1642 году барон Маунтноррис унаследовал по особому остаточному праву виконтство Валентия после смерти своего кузена сэра Генри Пауэра. В 1643 году Палата общин предоставила ему разрешение, после большой задержки, отправиться в Дунканнон в Ирландии. В 1646 году он некоторое время находился в Лондоне, но когда не был в Ирландии, то жил в поместье недалеко от места своего рождения, в Ньюпорт-Пагнелле, Бакингемшир, которое было продано ему Карлом I в 1627 году. В 1648 году парламент восстановил его в должности клерка печатей в Ирландии и выделил ему грант в размере 500 фунтов стерлингов.
При Протекторате, виконт Валентия находился в дружеских отношениях с Генри Кромвелем, лордом-депутатом Ирландии, и обеспечил себе должность государственного секретаря в Дублине. В ноябре 1656 года он предложил английскому правительству передать эти должности своему старшему сыну Артуру. Генри Кромвель, в письме генералу Чарльзу Флитвуду, призывает его помочь в осуществлении этого соглашения и говорит в высоких тонах об отце и сыне.

## Семья
Фрэнсис Энсли был дважды женат. Около 1608 года он женился первым браком на Дороти Филиппс (? — 3 мая 1624), дочери сэра Джона Филиппса, 1-го баронета, и его первой жене Энн, дочери сэра Джона Перрота. У супругов было одиннадцать детей, из которых трое сыновей и несколько дочерей достигли взрослого возраста.
- Достопочтенная Джейн Энсли (ок. 1609 — 5 сентября 1630)
- Летитита Энсли (род. ок. 1611)
- Хестер Энсли (род. 3 апреля 1613)
- Артур Энсли, 1-й граф Англси (10 июля 1614 — 6 апреля 1686), старший сын и преемник отца.
- Достопочтенный Роберт Энсли (род. 2 августа 1615)
- Достопочтенный Джон Энсли (11 сентября 1616—1695)
- Достопочтенный Джеймс Энсли (ок. 1619—1621)
- Достопочтенная Беатриса Энсли (27 марта 1619 — 26 марта 1668)
- Достопочтенная Энн Энсли (род. ок. 1620)
- Достопочтенный Кристиан Энсли (род. 15 декабря 1622)
- Дороти Энсли (род. 1623)

В 1629 году он женился вторым браком на Джейн Стэнхоуп (? — 12 марта 1683), вдове сэра Питера Кортена, 1-го баронета из Олдингтона (ок. 1598—1624), дочери сэра Джона Стэнхоупа и его второй жены Кэтрин Трентам. У супругов было девять детей, из которых по крайней мере один сын и одна дочь достигли совершеннолетия.
- Достопочтенный Фрэнсис Энсли (род. 23 января 1628/1629)
- Достопочтенный Питер Энсли (род. 3 октября 1631)
- Достопочтенный Джордж Энсли (род. 28 октября 1632)
- Достопочтенная Кэтрин Энсли (5 января 1634 — 3 апреля 1701)
- Достопочтенный Уильям Энсли (род. 25 апреля 1636)
- Достопочтенный Питер Энсли (род. 11 февраля 1638)
- Дороти Энсли (род. 28 апреля 1641)
- Достопочтенный Сэмюэл Энсли (род. 1 октября 1645)
- Достопочтенный Томас Энсли (род. ок. 1647).

Виконт Валентия скончался и был похоронен в Торганби, Йоркшир, в ноябре 1660 года. Ему наследовал его старший сын Артур, который позже стал лордом Эннесли и графом Англси.